# Шувалово-Озерки
Шува́лово-Озерки́ — жилой район в Выборгском и Калининском районах Санкт-Петербурга. Расположен между Светлановским, Северным проспектами, Выборгским шоссе и Окружной линией железной дороги. До 2009 года имел статус официального исторического района, однако, с учётом решения Топонимической комиссии, был упразднён.
Название получил по историческим районам Шувалово и Озерки, которые примыкают на западе — они расположены на противоположной стороне Выборгского шоссе. На востоке к Шувалову-Озеркам примыкает Гражданка, на юге — Сосновка, на севере — Парнас (за железнодорожной веткой).
Строительное зонирование относит к Шувалову-Озеркам территорию западнее проспекта Культуры. «Большая топонимическая энциклопедия» включает в Шувалово-Озерки территорию Гражданки севернее Муринского ручья.

## История

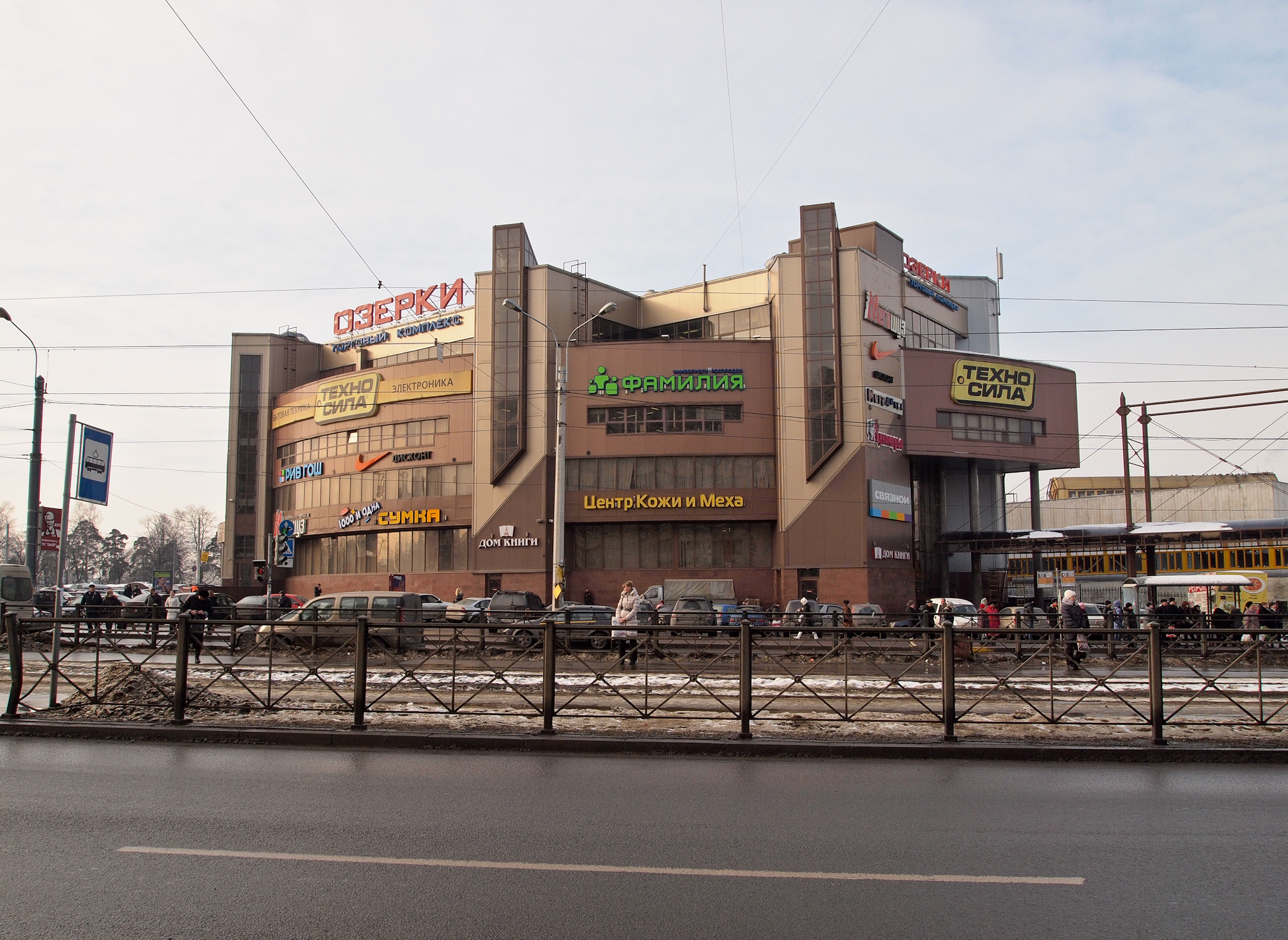
ТРК «Озерки»

Застройка многоэтажными типовыми домами началась в конце 1960-х годов по проекту Г. Н. Булдакова. В западной части застройка (в основном панельными домами улучшенной планировки) завершена ко второй половине 1980-х годов.
В конце 1970-х годов застройка проходила по восточной стороне Выборгского шоссе от Поклонной горы и до железнодорожного моста домами 137-й серии. Раньше на этом месте был посёлок 1-е Парголово, а восточнее были поля.
Лицевые дома по Выборгскому шоссе начали сооружать с начала 2000-х годов. Жилым комплексом «Город солнца» был застроен квартал между Выборгским шоссе, улицами Хошимина, Композиторов и проспектом Луначарского; сейчас продолжается застройка соседнего квартала, который тянется от улицы Хошимина до проспекта Просвещения.
Центральные магистрали Шувалова-Озерков — проспекты Просвещения, Луначарского, Северный (хордовые), а также проспекты Энгельса и Культуры (радиусные).

## Транспорт
В жилом районе есть две станции метро — «Озерки» и «Проспект Просвещения».